# Alabas ibne Almamune
Alabas/Alabás ou Abbas ibne Almamune (Al-Abbas ibn al-Ma'mun, lit. "Alabas, filho de Almamune"; m. 838) foi um príncipe e um general árabe, filho do califa abássida Almamune (r. 813–833). Um distinto líder militar durante as guerras bizantino-árabes, ele foi passado pra trás na sucessão de seu pai por seu tio, Almotácime (r. 833–842). Em 838, ele foi preso por seu envolvimento numa conspiração fracassada contra o califa e morreu na prisão.

## História
Alabas era o filho único de Almamune que, em 828-829, o nomeou como governador de Al-Jazira (Mesopotâmia) e da fronteira militar mesopotâmica ("thughur") com o Império Bizantino. Alabas já havia se distinguido nas campanhas contra Bizâncio por sua bravura. No verão de 830, ele liderou uma expedição contra os rebeldes curramitas de Pabeco no Azerbaijão acompanhado de um contingente de prisioneiros bizantinos sob o general renegado Manuel, o Armênio que, dada a inexperiência de Alabas, pode ter sido real líder do exército. A força de Alabas conseguiu algumas vitórias contra os curramitas e iniciou o retorno para casa. Quando ela passou perto da fronteira bizantina em Adata, Manuel, tenho ganho a confiança de Alabas e de seus oficiais árabes, o persuadiu a cruzar os passos ali próximos e atacar o território bizantino. Uma vez lá, Manuel se aproveitou de uma caçada para desarmar Alabas e seu séquito e desertou novamente para o lado bizantino juntamente com os prisioneiros sob seu comando. Alabas e seus homens foram deixados para trás e, após se reunirem com o exército, recuaram de volta ao território abássida.
No ano seguinte, porém, Alabas, acompanhou seu pai e seu tio numa enorme campanha na Anatólia bizantina. Após o exército árabe ter cruzado os Portões Cilícios e tomado Heracleia Cibistra no início de julho, o califa ordenou que ele fosse dividido em três corpos, liderados pelo califa, por Almotácime e por Alabas, que então realizaram diversos raides por toda a Capadócia. Ao contrário das outras duas forças, Alabas teve sucesso em suas campanhas: ele forçou a cidade de Tiana a se render e a arrasou, além de conseguir uma vitória contra o imperador bizantino Teófilo (r. 829–842) numa batalha menor.
Almamune manteve a pressão sobre Bizâncio em 832, com seu exército capturando a fortaleza de Lulo, de importância estratégica, e, no final do ano, o califa começou a juntar um enorme exército e anunciou sua intenção de conquistar e colonizar a Anatólia passo-a-passo, terminando com a conquista de Constantinopla. Consequentemente, em 25 de maio de 833, Alabas marchou com uma força de vanguarda em direção ao território bizantino e começou a construir uma base militar no local onde estava Tiana. O local foi fortificado e esperava o exército do califa que, por sua vez, entrou na Anatólia no início de julho. Neste ponto, a sorte interveio em prol dos bizantinos, pois o califa ficou doente e morreu, embora alguns estudiosos modernos especulem que sua morte possa ter sido resultado de um golpe.

## Ascensão de Almotácime
Embora Alabas fosse o filho de Almamune, o califa aparentemente havia nomeado seu irmão, Almotácime, como seu herdeiro pouco antes de sua morte. Alabas rapidamente jurou lealdade ao tio, mas logo se percebeu que o ato era impopular entre as tropas ali reunidas, que tentaram aclamar Alabas como califa. Ele se recusou e conseguiu acalmar os ânimos. Mesmo assim, a situação de Almotácime no trono ainda era precária e ele abandonou a campanha planejada pelo irmão falecido: a nova base em Tiana foi arrasada novamente e o exército retornou para o território do califado. Apesar de ter aceitado a ascensão do tio, Alabas se tornou o foco das forças que se opunham ao novo califa e, em particular, à sua dependência - cada vez maior - de seus soldados-escravos turcos (os gulans), que também recebiam as graças do califa.
Este descontentamento resultou numa conspiração liderada pelo general Ujaife ibne Ambaçá que se propunha a assassinar Almotácime e colocar Alabas, que sabia do plano, no trono. A conspiração foi descoberta quando Almotácime estava em campanha contra os bizantinos, logo após o saque de Amório. A investigação subsequente, liderada pelo leal general turco AXinas resultou na execução da maior parte dos conspiradores e numa purga do exército, até então dominado por elementos oriundos da região do Grande Coração em favor dos turcos de Almotácime. O próprio Alabas foi preso e morreu na prisão em Mambije em 838, enquanto que seus descendentes do sexo masculino foram presos e assassinados por AXinas.